# 沈阳广播电视台
沈阳广播电视台是中国辽宁省沈阳市的副省级城市广播电视机构，为沈阳市人民政府直属事业单位，不定机构规格，实行企业化管理。

## 历史沿革
沈阳市最早的广播电台是奉系于民国16（1927）年建立的奉天广播无线电台。民国20（1931）年“九·一八”事变后，日本关东军占领该台，后组建满洲电信电话株式会社奉天中央放送局。民国34（1945）年8月17日日本投降后，原奉天中央放送局由中國共產黨地下组织接管，成立沈阳广播电台维持会，播音直至21日苏军进驻。9月，东北抗日联军沈阳地区工作小组接管沈阳广播电台，当月6日，冀热辽军区16军分区接手，电台再次开始广播。11月下旬开始，再次由苏军进驻管理。民国35（1946）年4月，由中国国民党中央广播事业管理处接管。民国37（1948）年11月2日，中共再度攻克沈阳。当月4日，国民党沈阳广播电台停播，沈阳新华广播电台开始播音。民国38（1949）年5月，迁往沈阳的东北新华广播电台更名为沈阳新华广播电台（东北区台），原沈阳新华广播电台更名为沈阳人民广播电台，两台成为悬挂两块牌子的同一机构。9月，沈阳新华广播电台更名为沈阳人民广播电台（东北区台），沈阳人民广播电台更名为沈阳人民广播电台（沈阳市台）。1950年4月，东北人民广播电台成立，5月1日起开始播音，与沈阳人民广播电台为悬挂两块牌子的同一机构，沈阳人民广播电台再度开始广播。1954年8月，随着东北大区的撤销和辽东、辽西、沈阳、旅大、鞍山、抚顺、本溪二省五市合并为辽宁省，东北人民广播电台撤销，在此基础上成立了辽宁人民广播电台，沈阳人民广播电台归辽宁人民广播电台管理直至1974年1月。此后，沈阳人民广播电台移交沈阳市管理。
1958年，辽宁人民广播电台计划筹办电视节目，沈阳电视台成立，1979年更名为辽宁电视台。1976年7月，沈阳市开始计划筹建沈阳当地的市级电视台。1979年12月1日，沈阳教育电视台开播。1982年2月，沈阳教育电视台正式更名为沈阳电视台。1993年，沈阳有线电视台开播。1998年，沈阳有线电视台同沈阳电视台合并。
2010年，沈阳人民广播电台同沈阳电视台合并，组建沈阳广播电视台和沈阳广电传媒（集团）有限公司。2012年1月1日，辽宁广播电视台和沈阳广播电视台进行战略合作的频率和频道正式开播。通过与辽台的战略合作，沈台可以以辽宁广播电视台的名义将旗下经济频道、公共频道以及生活广播、音乐广播、都市广播落地范围扩大至辽宁全省，目前经济频道和公共频道可通过北方广电辽宁有线网覆盖辽宁全省14个地市。
2017年4月17日，沈阳新闻综合频道实现高标清同播。2020年11月21日，沈阳台旗下的辽宁经济频道、辽宁公共频道实现高标清同播，沈阳广播电视台成为东北地区第一家实现全部频道高清播出的电视台。

## 频道列表

### 电视频道
沈阳广播电视台电视节目的制播地点位于沈阳市和平区青年大街296号（原沈阳电视台台址，辽宁广播电视台南侧），以免费预约性质对外开放的沈阳广电传媒文化博物馆设置于节目制播大楼的1层与B1层。
因辽沈两台合作原因，除新闻综合频道之外的其它频道以辽宁广播电视台名义对外播出。

#### 现有频道
| 頻道名稱     | 语言   | 广播格式                    | 啟播時間                                                                  | 頻道口號            | 频道前身 | 備註                                                                          | 備註 |
| 新闻综合频道 | 普通話 | SD: PAL 576i 16:9 HD: 1080i | 标清版：1979年12月1日 标清16:9：2015年3月16日 高清信号开播：2017年4月17日 |                     | 沈阳电视台 沈阳电视台一套 沈阳电视台时政频道 沈阳电视台新闻频道 沈阳广播电视台新闻频道                                     |                                                                               |      |
| 经济频道     | 普通話 | SD: PAL 576i 16:9 HD: 1080i | 1987年6月13日 标清16:9：2019年12月21日 高清信号开播：2020年11月21日       | 全心全意 为人民服务 | 沈阳电视台二套 沈阳电视台综合频道 沈阳电视台生活频道 沈阳广播电视台综合频道                                                | 目前以辽宁广播电视台名义播出并覆盖全省有线电视网络，使用16:9压缩至4:3比例播出 |      |
| 公共频道     | 普通話 | SD: PAL 576i 16:9 HD: 1080i | 1993年10月1日 标清16:9：2020年11月21日 高清信号开播：2020年11月21日       | 温暖服务 畅享生活   | 沈阳有线电视台二套 沈阳电视台体育音乐频道 沈阳电视台公共频道 沈阳电视台体育频道 沈阳电视台4频道 沈阳广播电视台公共社会频道 | 目前以辽宁广播电视台名义播出并覆盖全省有线电视网络                            |      |

#### 已停播频道
- 睛彩沈阳交通频道：1993年开播，曾用名：“沈阳有线电视台一套（综合频道）”、“沈阳电视台影视频道”、“沈阳广播电视台影视频道”，2012年暂时停播后复播更名为“沈阳广播电视台睛彩沈阳交通频道”，使用沈阳台台标，2016年再次停播。[3]
- 沈视购物频道：1993年开播，曾用名：“沈阳有线电视台三套（图文频道）”、“沈阳电视台家庭生活频道”、“沈阳电视台生活频道”、“沈阳电视台公共生活频道”、“沈阳电视台时尚购物频道”、“沈阳广播电视台沈视购物频道”，2012年停播。

### 广播频率
沈阳广播电视台广播节目的制播地点位于沈阳市和平区三好街89号（原沈阳人民广播电台台址）。
因辽沈两台合作原因，除新闻综合广播之外的其它频率以辽宁广播电视台名义对外播音。

#### 现有频率
| 頻道名稱                 | 语言   | 频道频率              | 啟播時間  | 頻道口號                                           | 频道前身 | 備註                                                                                        |
| 新闻综合广播（沈阳之声） | 普通話 | AM792 FM104.5         | 1945年    |                                                    | 沈阳新华广播电台 沈阳新华广播电台（沈阳市台） 沈阳人民广播电台（沈阳市台） 沈阳人民广播电台 沈阳人民广播电台新闻台 沈阳人民广播电台新闻广播 沈阳广播电视台新闻广播 | 2023年1月1日起增加“沈阳之声”呼号                                                            |
| 生活广播                 | 普通話 | AM882 FM103.4 FM90.4  | 1991年    | 以直播传奇的姿态占尽先机，以亲民先锋的定位一呼百应 | 沈阳经济广播电台 沈阳人民广播电台经济台 沈阳人民广播电台经济广播 沈阳广播电视台经济广播                                                                            | 目前以辽宁广播电视台的名义播出                                                              |
| 音乐广播                 | 普通話 | FM98.6                | 1995年    | 986路上好朋友                                      | 沈阳交通广播电台 沈阳人民广播电台交通台 沈阳人民广播电台交通广播 沈阳广播电视台交通广播                                                                            | 目前以辽宁广播电视台的名义播出 该频率呼号为音乐广播，但节目内容与原沈阳交通广播时期基本一致 |
| 都市广播                 | 普通話 | AM1341 FM92.1 FM105.9 | 2007年9月 | 都市人快乐的收音机，创造影响力                     | 沈阳人民广播电台娱乐台 沈阳人民广播电台娱乐广播 沈阳人民广播电台都市广播 沈阳广播电视台都市广播                                                                    | 目前以辽宁广播电视台的名义播出                                                              |

#### 已停播频率
- 文艺广播：1994年开播，曾用名：“沈阳文艺广播电台”、“沈阳人民广播电台文艺台”、“沈阳人民广播电台文艺广播”、“沈阳广播电视台文艺广播”，2012年停播。
- 体育休闲广播：2003年开播，曾用名：“沈阳人民广播电台体育健康台”、“沈阳人民广播电台体育健康广播”、“沈阳人民广播电台体育休闲广播”、“沈阳广播电视台体育休闲广播”，2012年停播。
- 音乐广播
- 资讯广播
- 教育广播

### 融媒体平台
2019年12月1日，沈阳广播电视台在融媒转型过程中打造的实用资讯和本地服务平台云盛京上线内测。依托沈阳广电权威媒体公信力，云盛京旨在有效巩固主流舆论阵地、推动广电媒体与新型媒体的融合发展。听广播、看电视、乘公交、能爆料、可维权、更帮忙，专业的内容生产团队和贴心的城市服务团队将始终秉承“云盛京▪最沈阳”的理念，带给受众更加真实的融媒体验和城市印象。

## 与辽宁台之间的关系
在史联文（2014年被判终身入狱）担任辽宁广播电视台台长时期的2012年1月1日，辽沈两台开始了名义上的“战略合作”，这次合作的结果，就是沈阳广播电视台除了保留电视新闻频道、广播新闻频率两个频道频率外，其他的频道频率，除部分“定位重复、竞争力弱”的频率频道直接停播外，均改呼号为辽宁广播电视台的某某频道频率（虽然节目的制作播出还是由沈阳广播电视台负责，但可覆盖辽宁全省）。在合作期间，辽沈两台虽然做了实质上的合并，可是两台现在依然是两个独立的机构。目前辽沈两台的合作期实质上已经结束，但沈阳台的频率频道的台标呼号尚未做任何改变，沈台亦可借此将经济频道和公共频道通过北方广电辽宁有线网覆盖全省14个地市。
1999年，当时的辽宁电视台把总部从沈阳市和平区光荣街10号（辽宁广播大厦，现辽宁广播电视台光荣街办公区）迁至现在的和平区文化路79号（辽宁电视大厦，现辽宁广播电视台总部），与当时的沈阳电视台（和平区青年大街296号）仅一墙之隔。在此之后的十数年中，辽宁电视台与沈阳电视台作为省级电视台和省会城市电视台展开了收视竞争，两台竞争最激烈的频道就是两台以民生新闻为主的频道沈阳电视台综合频道（现辽宁广播电视台经济频道）与辽宁广播电视台都市频道，对打民生新闻节目沈阳台的《直播生活》与辽宁台的《新北方》的主档节目时长均从开播初期的1小时延长到现在的3小时，并且白天也有数档以《直播生活》或《新北方》冠名的节目播出。